# 大好きテディ
『大好きテディ』（だいすきてでぃ）は、2002年4月19日にエム・ティー・オーから発売されたゲームボーイアドバンス用ゲームソフト。

## 概要
テディベアを題材にしたゲームで、日本テディベア協会が製作に協力している。
また、伊豆テディベア・ミュージアム、那須テディベア・ミュージアム、箱根テディベア・ミュージアム（2003年8月31日に閉館）がゲーム中に登場している。

## 登場人物
メルウィン
主人公。ミーシャの持っているテディベアを見て自分で作りたくなり、祖母に作り方を教わる。
ティファ
メルウィンの友達。テディベアが大好きだが、幼いため自分で作ることはできない。
ミーシャ
メルウィンの友達。動くテディベアを作ることができるメルウィンをライバル視している。
アリエス
魔法使い。テディベアを集めている。メルウィンの作った動くテディベアに興味を持つ。メルウィンとともに続編『きせっこぐるみぃ チェスティとぬいぐるみたちの魔法の冒険』に登場している。
ゴンタ
アリエスのお供をしているテディベア。口調は関西弁。アリエスの母親によって作られた。
メリルおばあちゃん
メルウィンの祖母。主人公に動くテディベアの作り方を教えた。公式サイトでは全てのアイテムのレシピを教えてくれる。